# Julia Marichal
Julia Marichal Martínez (cerca de 1944 — Cidade do México, 2 de dezembro de 2011) foi uma atriz mexicana. Começou sua carreira como atriz em 1966 com o filme Joselito vagabundo, sendo reconhecida em papéis em telenovelas. Era promotora da cultura negra no México e dedicou seus últimos anos a preservar o arquivo do escritor Juan de la Cabada. Foi encontrada morta, em sua casa, em 2 de dezembro de 2011, sob suspeita de homicídio doloso.
Sua morte foi confirmada como homicídio doloso,e pouco tempo depois seus assassinos foram capturados.

## Filmografia

### Telenovelas
- La chacala (1997) .... Dominga (1997-1998)
- Marisol (1996) .... Dolores
- Marimar (1994) .... Corazón
- Morir para vivir (1989) .... Teo
- Dos vidas (1988)
- Monte calvario (1986) .... Matilde
- Juventud (1980)
- Mundo de juguete (1974) .... Caridad (1974-1977)
- La señora joven (1972) .... Coralito
- En busca del paraíso (1968)
- Leyendas de México (1968)
- Tres vidas distintas (1968)
- La tormenta (1967)
- El derecho de nacer (1966)

### Cinema
- Maten al león (1977) .... Rosita Galvazo
- La loca de los milagros (1975)
- The Mansion of Madness (1973)
- Apolinar (1972)
- Las puertas del paraíso (1971)
- La muerte viviente (1971) .... Mary Ann Vandenberg
- Pubertinaje (1971) .... (seguimento "Una cena de navidad")
- La mentira (1970) .... María
- Las pirañas aman en cuaresma (1969)
- Fando y Lis (1968) .... Mujer con látigo
- Joselito vagabundo (1966)

Premios:
Tv y Novelas 1995
| Ano  | Categoria                | Telenovela | Resultado |
| ---- | ------------------------ | ---------- | --------- |
| 1995 | Melhor atriz coadjuvante | Marimar    | Indicada  |